# Carex proposita
Carex proposita är en halvgräsart som beskrevs av Kenneth Kent Mackenzie. Carex proposita ingår i släktet starrar, och familjen halvgräs. Inga underarter finns listade i Catalogue of Life.